# Fermelã
Fermelã ist ein Ort und eine ehemalige Gemeinde (Freguesia) im portugiesischen Kreis Estarreja. Die Gemeinde hatte 1336 Einwohner (Stand 30. Juni 2011).
Am 29. September 2013 wurden die Gemeinden Fermelã und Canelas zur neuen Gemeinde União das Freguesias de Canelas e Fermelã zusammengeschlossen.